# Pentekontera

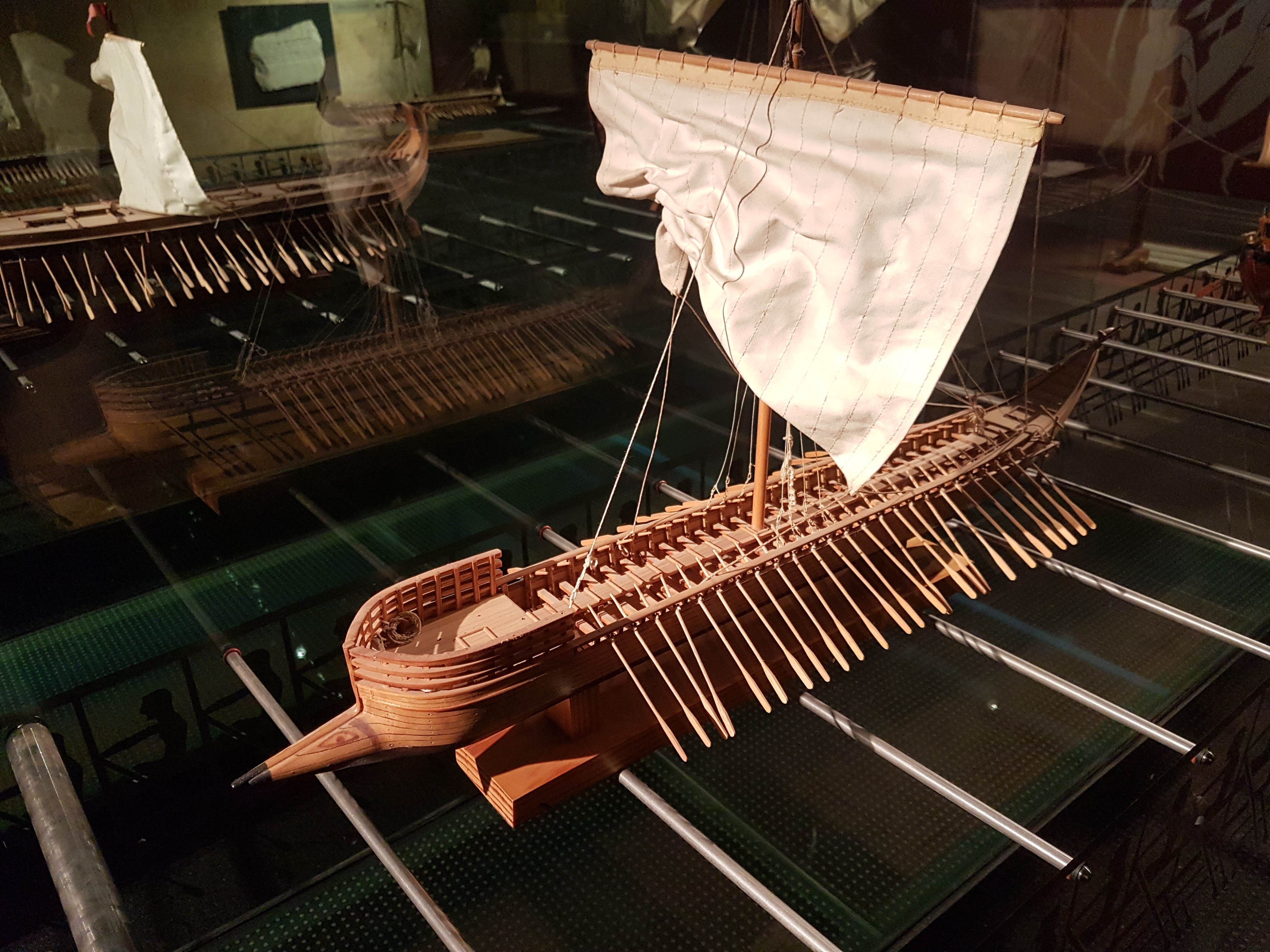
Model pentekontery z V wieku p.n.e.

Pentekontera (stgr. πεντηκόντορος pentēkónteros – dosłownie „pięćdziesięciowiosłowiec”) – starogrecki statek wiosłowo-żaglowy, typ monery. 
Długość jego wynosiła zazwyczaj 20-30 m, szerokość 2-4 m, zanurzenie ok. 1 m. Kadłub statku wykonywano zwykle z drewna sosnowego, na które w celu uszczelnienia naciągano skórę. Jednostka wyposażona była w maszt i prostokątny żagiel rejowy, które do boju składano dla poprawy zdolności manewrowania. Dziób statku zaopatrzony był w embolos (gr. εμβολος) – drewniany taran, czasem okuty grotem z brązu, umieszczony na linii wodnej oraz proembolos (gr. προεμβολος) – umieszczony powyżej, drugi, mniejszy taran pomocniczy. Okręt zabierał do 80 żołnierzy, z których 50 stanowiło trzon załogi i zajmowało pojedynczo miejsca przy wiosłach. Stanowisko dowodzenia znajdowało się na rufie. Prędkość pentenkontery nie przekraczała 6 węzłów, a wyporność wahała się od 40 do 50 ton.
Jej konstrukcyjnym rozwinięciem była hekakontera, czyli jednostka wyposażona w sto wioseł – po 50 na każdej burcie. Używane przez Greków w epoce późnoarchaicznej, w epoce klasycznej całkowicie wyparte zostały przez trierę.